# Canton de Candel
Le canton de Candel est un ancien canton français du département du Bas-Rhin, qui a disparu à la suite du Traité de Paris (1815). Il avait pour chef-lieu Candel.

## Géographie
Il était délimité a l'est par le Rhin ; au nord, par le département du Mont-Tonnerre ; à l'ouest, par les cantons de Landau et Billigheim ; au sud, par le canton de Lauterbourg.

## Composition
En 1801, il était composé de 11 communes : Candel, Freckenfeld, Hatzenbühl, Jockgrim, Minfeld, Monchweiler, Pfortz, Rheinzabern, Schaid, Volmersweiler et Woerth.

## Démographie
| Année   | Population |
| ------- | ---------- |
| an I    | 9 907      |
| an VI   | 9 042      |
| an VIII | 9 226      |